# Daniël de Lange
Daniël de Lange (født 11. juli 1841 i Rotterdam, død 31. januar 1918 i Point Loma, Californien) var en hollandsk musiker, broder til Samuel de Lange.
de Lange uddannedes orgelspiller, ansattes som lærer ved en musikskole i Amsterdam og var derhos leder af forskellige sangforeninger; han har fortjenesten af at have genoptaget den gammel-nederlandske a-cappella-musik og har komponeret symfonier, kantater, en opera, en cellokoncert og sange.
1. ↑  Navnet er anført på engelsk og stammer fra Wikidata hvor navnet endnu ikke findes på dansk.
2. ↑  Navnet er anført på engelsk og stammer fra Wikidata hvor navnet endnu ikke findes på dansk.
3. ↑  Navnet er anført på engelsk og stammer fra Wikidata hvor navnet endnu ikke findes på dansk.